# Acacia eburnea
Acacia eburnea là một loài thực vật có hoa trong họ Đậu. Loài này được (L.f.) Willd. miêu tả khoa học đầu tiên.